# Sixto Vizuete
Sixto Vizuete (né le 13 janvier 1961 à Guaytacama, quartier de Latacunga), est un joueur de football équatorien devenu ensuite entraîneur à la fin de sa carrière.
Il a notamment dirigé l'Équateur entre 2007 et 2010. Il est depuis 2014 l'entraîneur de l'équipe d'Équateur des moins de 20 ans.

## Carrière

### En tant que joueur
La carrière professionnelle en tant que joueur de Vizuete est mal connue. Il a porté les couleurs du Deportivo Cotopaxi, lorsque le club a atteint la première division équatorienne à l'issue de la saison 1986. 

### En tant qu'entraîneur
Il commence sa carrière d'entraîneur à 46 ans en devenant le sélectionneur de l'équipe d'Équateur des moins de 17 ans, engagée dans la course à la qualification pour la Coupe du monde de la catégorie. Les places en Coupe du monde sont obtenues par le biais du Championnat sud-américain des moins de 17 ans, organisé en Équateur. Malgré l'avantage de jouer à domicile, les jeunes Équatoriens ne peuvent obtenir l'une des quatre places pour la Coupe du monde. Cependant, Vizuete remporte son premier titre d'entraîneur en obtenant avec son groupe la médaille d'or lors des Football aux Jeux panaméricains de 2007, en battant la Jamaïque en finale.
Quelques semaines plus tard, les dirigeants de la fédération le choisissent pour succéder au Colombien Luis Fernando Suárez, à la tête de la Tri, la sélection A équatorienne. Éliminés rapidement de la Copa América 2007, les partenaires d'Édison Méndez ont pour objectif une troisième qualification consécutive en phase finale de Coupe du monde, après avoir disputé les éditions de 2002 et 2006. L'Équateur est mal engagée dans les éliminatoires du Mondial 2010 puisqu'ils perdent leurs trois premières rencontres, ce qui a entraîné la démission de Suarez. Vizuete n'est à l'origine présent que pour assurer l'intérim mais son premier match sur le banc se solde par un large succès contre le Pérou sur le score de cinq buts à un. Le 28 février 2008, il est confirmé en tant que sélectionneur principal. Le reste de la campagne de qualification est beaucoup moins glorieux puisque la Tri termine à la sixième place de la zone Amérique du Sud, insuffisante pour participer au tournoi mondial. Vizuete achève son mandat en juillet 2010 et est remplacé par le Colombien Reynaldo Rueda.
Il reste dans le giron fédéral puisqu'il prend en charge l'équipe nationale des moins de 20 ans. Avec elle, il parvient à se qualifier pour la Coupe du monde 2011, organisée en Colombie. Les jeunes Équatoriens atteignent les huitièmes de finale, battus sur le plus petit des scores par la France.
En avril 2012, il quitte la fédération et devient l'entraîneur d'un des meilleurs clubs du pays, El Nacional, succédant à Mario Saralegui, démissionnaire. Il termine la saison avec le club de Quito avant de rejoindre l'Imbabura Sporting Club, en deuxième division. En janvier 2014, il redevient le sélectionneur de l'équipe nationale des moins de 20 ans, qui prépare le prochain championnat sud-américain de sa catégorie, prévu en 2015 en Uruguay et qualificatif à la fois pour la Coupe du monde 2015 en Nouvelle-Zélande mais aussi pour le tournoi olympique des Jeux de Rio en 2016.

## Palmarès
- Médaille d'or au tournoi de football des Jeux panaméricains 2007 avec la sélection équatorienne des moins de 20 ans
- Vainqueur de L'Alcúdia International Football Tournament (en) 2010 avec l'Équateur